# 스테파니 버첼러

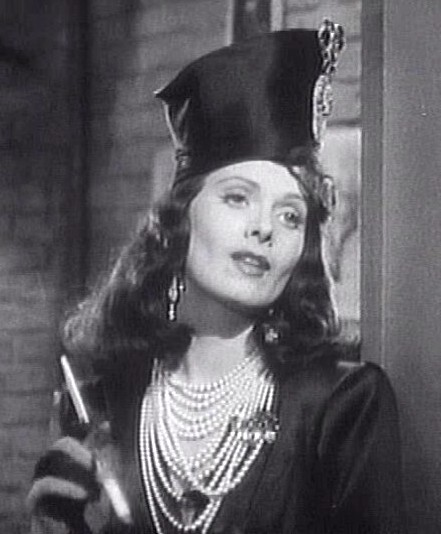

스테파니 버첼러(Stephanie Bachelor, 1912년 5월 23일 ~ 1996년 11월 22일)는 미국의 배우, 영화배우이다.
디트로이트에서 태어났다.

## 영화
- 캠퍼스 허니문 (1948년)
- 위험한 실험 (1944년)
- 벌레스크의 여인 (1943년)
- 히스 버틀러스 시스터 (1943년)